# Knockturne
Knockturne er en kortfilm instrueret af Jacob K. Glogowski og Sebastian Kuonen efter eget manuskript.